# Višvanátha Čakravartí Thákura
Šrí Višvanátha Čakravartí Thákura (dévanágarí विश्वनाथ चक्रवर्ती ठाकुर, translit. Viśvanātha Cakravartī Ṭhākura, 1654–1754) byl jeden z nejvýznamnější áčárjů (duchovních učitelů) gaudíja-vaišnavské učednické posloupnosti pocházející od Čaitanji Maháprabhua a šesti Gósvámích z Vrindávanu. Je přezdíván jako "korunní klenot" vaišnavů, a to kvůli své oddanosti, nesmírné učennosti a zejména realizaci důvěrných duchovních zábav Rádhy a Krišny.

## Život
Narodil se buď v roce 1654 nebo 1638 v Rádhadéši, v okrese Nadia, v Západním Bengálsku pod jménem Hari Vallabha. Měl dva starší bratry. Studoval sanskrtskou gramatiku, poezii a rétoriku. Ve vesnici Šaijadábádu studoval védská písma (šástry) v domě svého gurua. Říká se, že již jako student porazil v debatě kohokoliv, byl neporazitelným učencem.
Přestože se od dětství nezajímal o rodinný život, jeho otec přesto zařídil, aby se mladý Višvanátha oženil. Višvanátha však zanedlouho opustil svou manželku a rodinu a odešel do Vrindávanu. Po několika pokusech jeho rodiny přimět ho k rodinnému životu se úplně vzdal světského života a plně se odevzdal Krišnovi.
Usadil se v kutiru na březích Rádha Kundu, kde pečlivě studoval spisy šesti slavných Gósvámích z Vrindávanu. Ve Vrindávanu také instaloval Božstvo Šrí Gókulánandy. Vaišnavové mu dali titul "čakravartí", který většinou označuje vládce.
Višvanátha Čakravartí zemřel dle gaudíja-vaišnavského lunisolárního kalendáře pátého dne světlé poloviny měsíce Mágha (leden–únor) roku 1754, ve věku 100 let, ve Vrindávanu (u Rádhá Kundu). Jeho hrob (tzv. samádhi) se nachází vedle chrámu Šrí Gókulánandy ve Vrindávanu.

## Obnovení tradice gaudíja-vaišnavismu[3]
Na začátku 18. století došlo k neshodám mezi gaudíja-vaišnavy a jistou větví Rámánudžovy posloupnosti. Opozice napadla postavení a uctívání Rádhy (Rádhárání) a autentičnost gaudíja-vaišnavské sampradáji, jelikož ta jako jediná neměla svůj komentář k Védánta sútře. Protože byl Višvanátha Čakravartí již starý, pověřil svého nejlepšího žáka, aby této výzvě čelil. Tímto žákem byl áčárja Šrí Baladéva Vidjábhúšana. Ten ve shromáždění učenců na základě šáster (zjevených písem) a logiky vyvrátil všechny argumenty opozice a prosadil, že Gaudíja-vaišnavská sampradája je pravá a autorizovaná posloupnost napojená na Madhva-sampradáju, jakož i postavení Rádhárání, o níž se zmiňují mnohé Purány a jiné tradiční texty.
Gaudíja-vaišnavové neměli vlastní komentář k Védánta sútře, protože přijímají Šrímad Bhágavatam jako její přirozený komentář od stejného autora, Šrí Védavjásy. Vzhledem k námitkám opozice nakonec Baladéva sestavil komentář k Védánta sútře, který, jak se praví, mu nadiktoval ve snu samotný Bůh (Krišna v podobě Božstva Góvindadéva). Tento komentář se jmenuje Góvinda-bhášja a jedná se o úžasné filozofické dílo. Tak bylo obnoveno uctívání Rádhy a Krišny, a také věrohodnost gaudíja-vaišnavské sampradáji. To vše se stalo díky Višvanáthovi Čakravartímu.
Když žil Višvanátha Čakravartí ve Vrindávanu, zasloužil se o obnovení vlivu učení šesti Gósvámích z Vrindávanu. Došlo však také k jistému rozporu v učení šesti Gósvámích ohledně parakíja-vády (milenecká láska ke Krišnovi) a svakíja-vády (manželská láska ke Krišnovi). Oddaní, kteří nebyli dost pokročilí, nedokázali pochopit, že Rádhá a Krišna byli ve skutečnosti milenci a nikoliv manželé. Višvanátha shromáždil dost důkazů, aby uvedl skutečnost na pravou míru. Nikdo nemohl jeho argumentaci vyvrátit, a proto se ho jistá skupina rozhodla zavraždit. Nakonec si však uvědomili, čeho se chtěli dopustit, a prosili Višvanátha o odpuštění.

## Literární dílo
Višvanátha Čakravartí napsal mnoho komentářů ke spisům šesti Gósvámích a k jiným písmům. Kromě toho však sestavil ještě několik dalších děl. Višvanátha sepsal jeden z nejslavnějších komentářů ke Šrímad Bhágavatamu. Sestavil také osm známých modliteb k duchovnímu mistrovi (Šrí Gurváštaka).
Seznam jeho děl následuje:
- Vradža-ríti-čintámani (popis oblasti Vradži)
- Čamatkára-čandriká
- Préma-samputam (částečně poetické dílo)
- Ánanda-čandriká (komentář k Udžvala-nílamani od Rúpy Gósvámího)
- Gópála-tápaní-tíká (komentář ke Gópála-tápaní Upanišadě)
- Gítávalí
- Subódhiní (komentář ke spisu Alankára-kaustubha od Kaviho Karnapúry)
- Stavámrita-laharí (vlny nektarových modliteb)
- Šrí Krišna-bhávanámritam Mahákavjam
- Šrí Bhágavatármita-kaniká
- Šrí Udžvala-nílamani-kirana
- Šrí Bhakti-rasámrita-sindhu-bindu (krátký souhrn z díla Bhakti-rasámrita-sindhu od Rúpy Gósvámího)
- Rága-vartma-čandriká
- Aišvarja-kádambiní
- Šrí Mádhúrja-kádambiní
- Bhakti-sára-pradaršiní-tíká (komentář k Bhakti-rasámrita-sindhu od Rúpy Gósvámího)
- Dána-kéli-kaumudí-tíká (komentář k Dána-kéli-kaumudí od Rúpy Gósvámího)
- Šrí Lalita-mádhava-nátaka-tíká (komentář k divadelní hře Lalita-mádhava od Rúpy Gósvámího)
- Šrí Čaitanja-čaritámrita-tíká (neúplný komentář k Čaitanja-čaritámritě od Krišnadáse Kavirádže Gósvámího)
- Brahma-samhitá-tíká (komentář k Brahma Samhitě)
- Sárártha-daršiní-tíká (slavný podrobný komentář ke Šrímad Bhágavatamu)
- Sárártha-varšiní-tíká (komentář k Bhagavad-gítě)